# Championnats du monde junior de ski nordique
Les Championnats du monde junior de ski nordique ont lieu tous les ans et sacrent ses vainqueurs sur une seule épreuve. Les Championnats du monde junior de ski nordique regroupent les championnats du monde junior de ski de fond, les championnats du monde junior de combiné nordique et les championnats du monde junior de saut à ski ; ils sont réservés aux compétiteurs de catégorie junior et plus jeunes, c'est-à-dire des jeunes de moins de 20 ans.
Avant que les championnats du monde junior de ski nordique regroupent les épreuves sur un seul site, il y eut au préalable des « Championnats du monde junior de ski de fond » aux Saisies en 1990, des « Championnats du monde junior de combiné nordique » de 1968 à 1990 et des « Championnats du monde junior de saut à ski » de 1979 à 1990. La première édition regroupant les trois disciplines a lieu en 1991 à Reit im Winkl.
En 2008 ces championnats ont été organisés en des lieux séparés à la suite du désistement de Chamonix : le ski de fond à Malles Venosta, le combiné et le saut à Zakopane ; en 2009 également, le fond à Praz de Lys - Sommand, le combiné et le saut à Štrbské Pleso. L'édition 2019 se déroule à Lahti en Finlande et l'édition 2020 à Oberwiesenthal en Allemagne.